# Lukas Kruse
Lukas Kruse (Paderborn, 1983. július 9.) német labdarúgó, több mint 200 mérkőzésen lépett pályára az SC Paderborn 07 együttesében.